# خربزه زمستانی
خربزه زمستانی یا خربزه قصبه (نام علمی: Benincasa hispida) نام یک گونه از تیره کدوییان است.

## نگارخانه

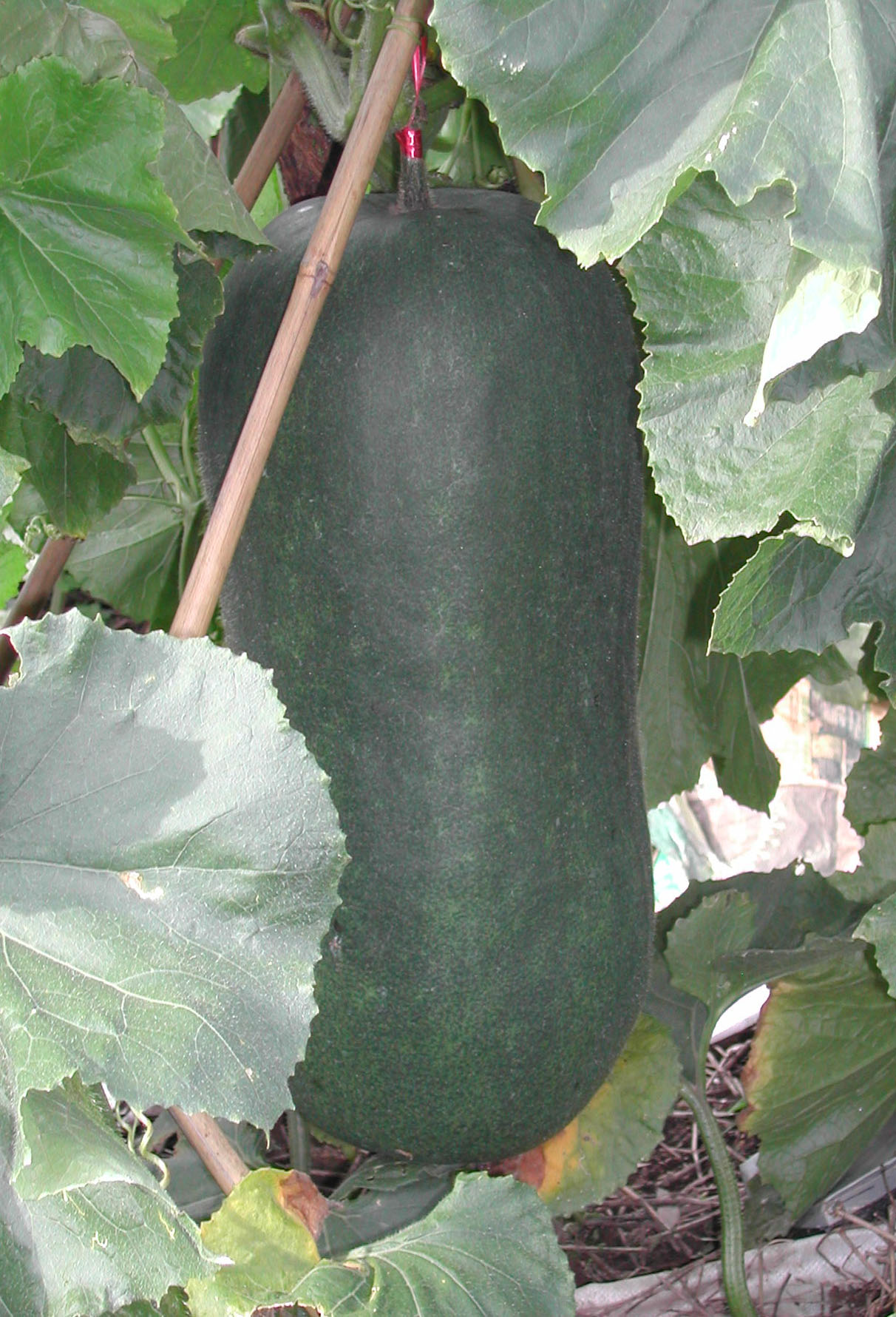
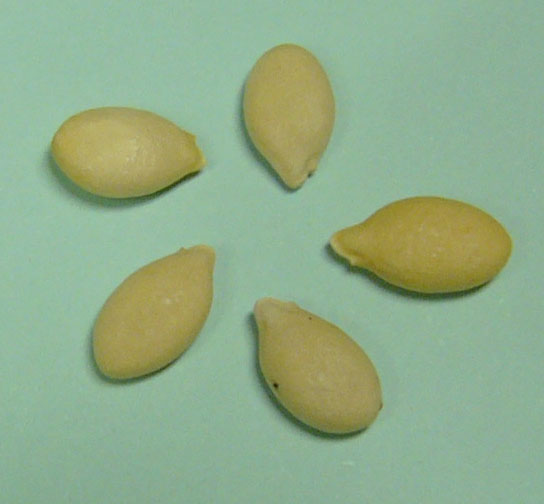
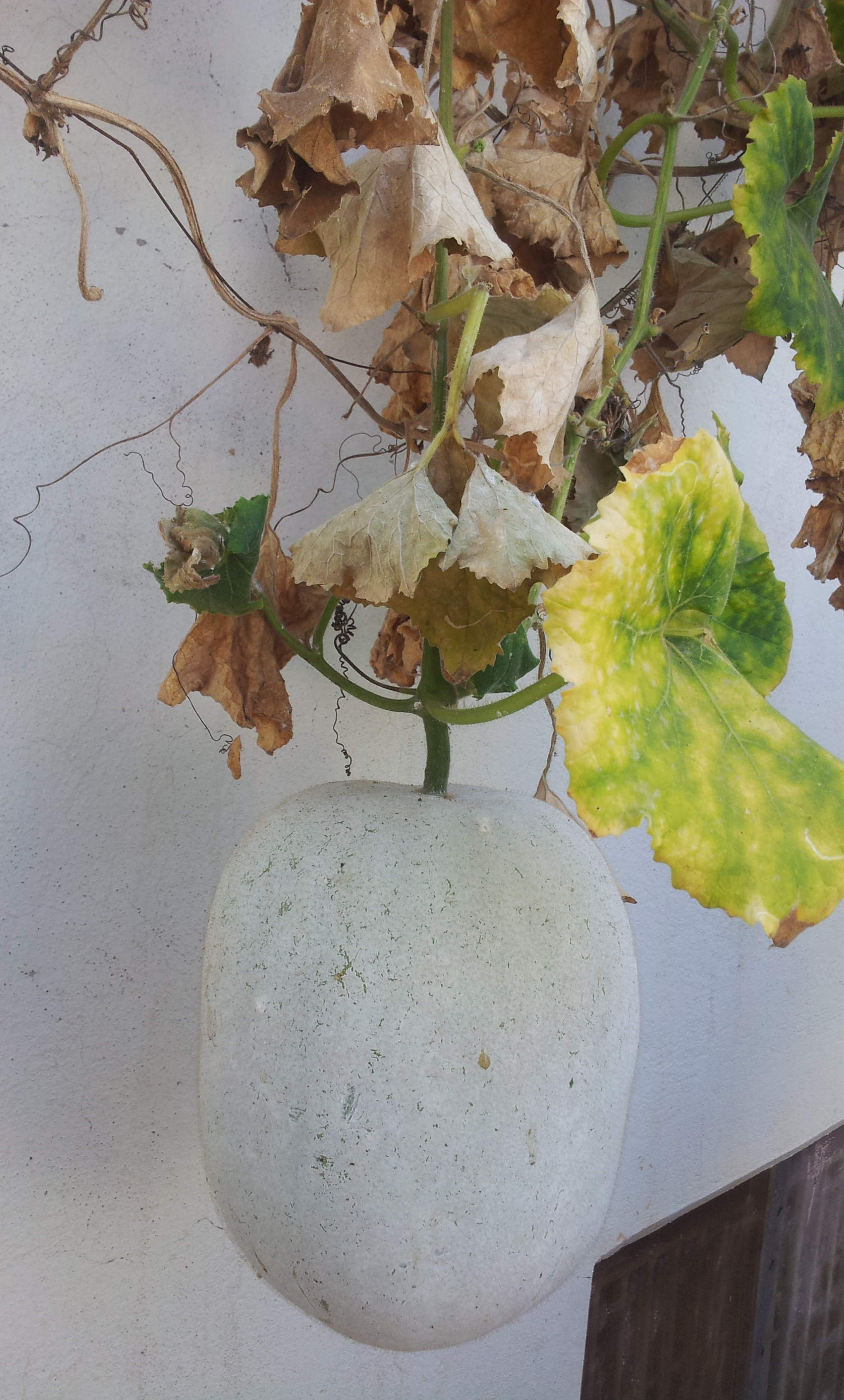
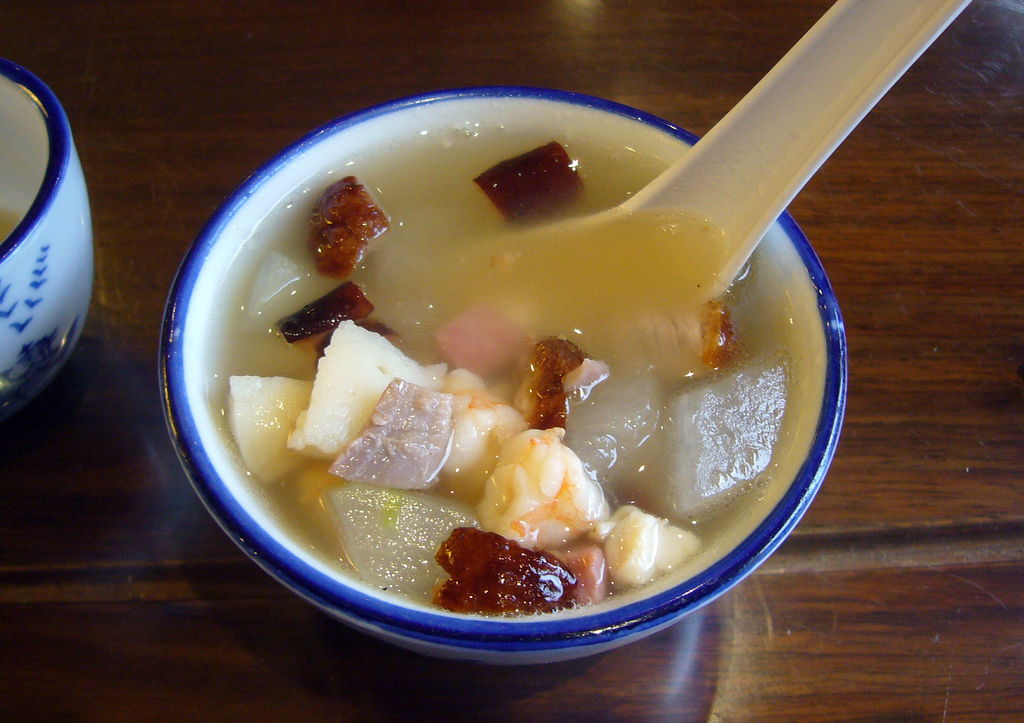